# Freiformreflektor
Ein Freiformreflektor (auch Stufenreflektor) ist ein Reflektor einer Lichtquelle, etwa der Fahrscheinwerfer eines Kraftfahrzeuges, aber auch von Hand-, Büro- oder sonstigen Lampen, dessen Reflektorform keiner mathematischen einfachen Fläche entspricht. Diese Art von Reflektor wird typischerweise von einem Computer berechnet. Der Reflektor wird in der Regel durch Spritzgießen gefertigt.
Die Leuchte kann frei an eine übergeordnete Form, etwa eine Karosserielinie, angepasst werden. Mit Freiformreflektoren lässt sich eine asymmetrische Ausleuchtung ohne die sonst nötige Streuscheibe verwirklichen. Dadurch wird gleichzeitig die nutzbare Lichtintensität erhöht. 
Freiformreflektoren wurden 1988 eingeführt und haben sich heute weitestgehend als Klarglasscheinwerfer bei der Kraftfahrzeugbeleuchtung durchgesetzt, sowohl aus Design- als auch aus Kostengründen.